# Inactivation du chromosome X
L'inactivation du chromosome X, ou lyonisation, est le processus par lequel un des deux chromosomes X d'un mammifère femelle est inactivé. Au terme de ce processus, la majorité des gènes du chromosome X inactif cessent d'être exprimés. Environ 25 % des gènes du chromosome inactivé continuent d'être exprimés ou sont finalement réactivés dans tout ou partie de l'organisme. 
L'inactivation du chromosome X est un mécanisme de compensation de dose. En effet la femelle mammifère possède deux chromosomes X, et le mâle un seul. Or ce chromosome, contrairement au chromosome Y, possède de nombreux gènes impliqués dans le fonctionnement des cellules. Sans l'inactivation, la femelle produirait donc deux fois plus de certaines protéines que le mâle.
L'inactivation est réalisée par l'hétérochromatinisation du chromosome X. Le choix du chromosome X inactivé se fait durant la segmentation, étape de division cellulaire des blastomères qui précède l'implantation. L'inactivation est réalisée au hasard chez la plupart des mammifères. Dans le cas particulier des marsupiaux, elle est appliquée uniquement au chromosome X d'origine paternelle.
L'inactivation du chromosome X a une influence soupçonnée pour diverses maladies, mais son impact sur la physiologie est encore peu connu en 2024.

## Historique
En 1959, Susumu Ohno a démontré que les deux chromosomes X des souris femelles étaient différents : l'un ressemble aux autosomes et l'autre est condensé et hétérochromosome, formant une structure compacte au sein du noyau appelée corpuscule de Barr. Cette découverte suggère que l'un des chromosomes X subit un processus d'inactivation. En 1961, Mary F. Lyon proposa que l'inactivation d'un des chromosomes X de la femelle s'effectuait au cours du développement et était ensuite propagée de façon clonale, ce qui expliquait le phénotype tacheté des souris femelles hétérozygotes pour les gènes de la couleur de la fourrure. L'hypothèse de Lyon explique également que l'une des copies du chromosome X dans les cellules femelles soit extrêmement condensée, et que les souris avec seulement une copie du chromosome X se développent en femelles fertiles. Indépendamment, Ernest Beutler, étudiant des femmes hétérozygotes déficientes dans le gène codant l'enzyme glucose-6-phosphate déshydrogénase (G6PD), situé sur le chromosome X, observa que coexistent deux populations de cellules érythrocytes chez ces personnes : des cellules complètement déficientes et des cellules normales. Il en déduisit que seul un des chromosomes X est actif dans les précurseurs des érythrocytes et que l'inactivation affecte l'un ou l'autre des chromosomes selon les cellules. Chez ces femmes, les cellules déficientes en G6PD ont inactivé le chromosome X portant le gène G6PD sain. Dans ces cellules, les deux copies du gène G6PD sont dans la configuration suivante : la copie sur le chromosome X inactif est saine mais non exprimée (donc non fonctionnelle) ; la copie sur le chromosome X actif est mutée et exprimée (non fonctionnelle également).

## Mécanisme

### Minutage

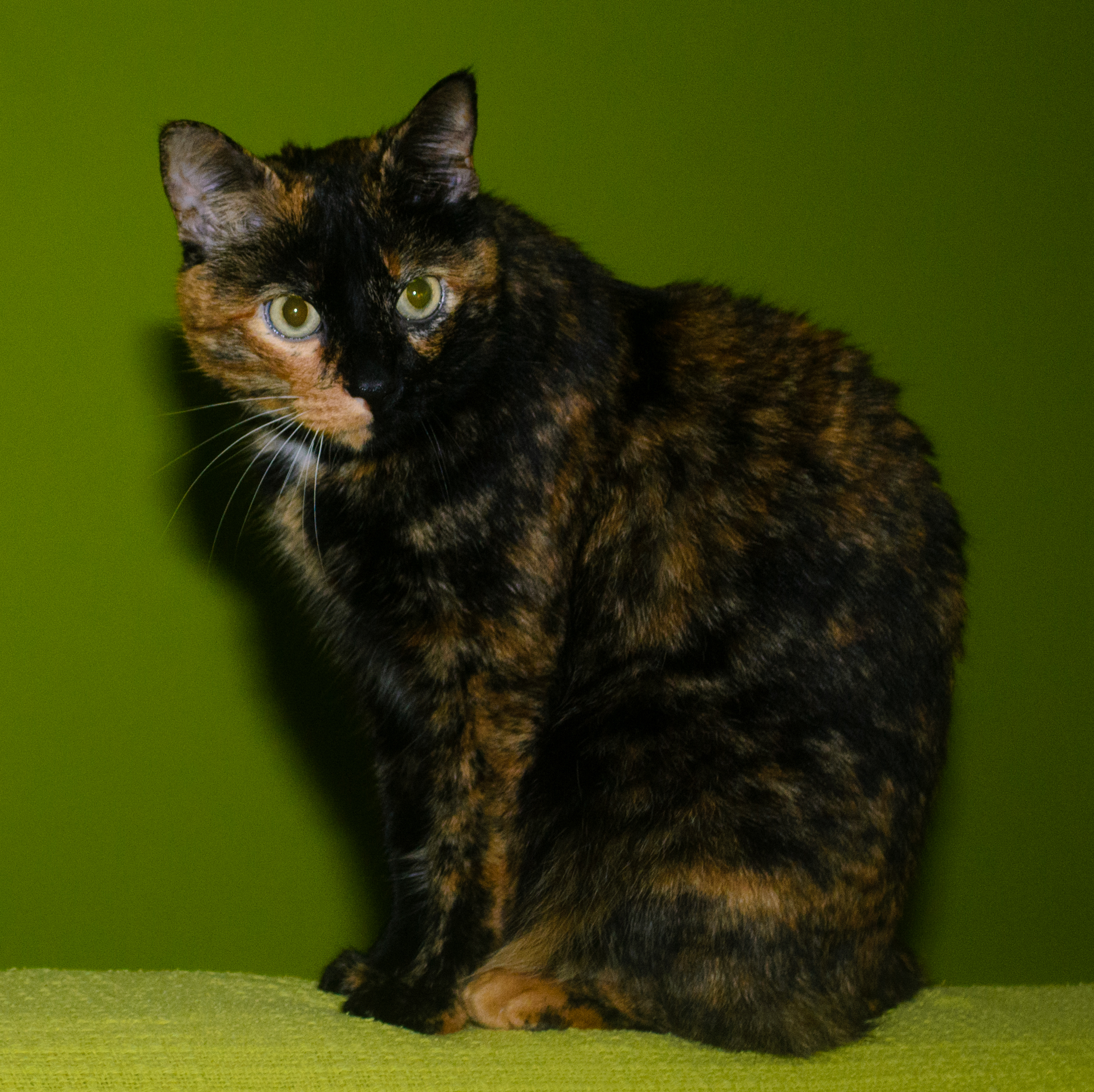
Chatte présentant un pelage en écaille de tortue.

Chez la souris, une première inactivation précoce du chromosome X paternel a lieu chez l'embryon au stade deux ou quatre cellules. 
Au stade blastocyste, le chromosome inactif est réactivé dans les cellules de la masse cellulaire interne (à l'origine de l'embryon). En revanche, les cellules du trophoblaste (à l'origine des tissus extraembryonnaires qui donneront le placenta et les autres tissus de soutien de l'embryon), conservent l'inactivation du chromosome X paternel.
Par la suite, chacune de ces cellules de l'épiblaste (descendantes des cellules de la masse cellulaire interne du blastocyste) inactivent au hasard et indépendamment une copie d'un chromosome X. Le processus d'inactivation est irréversible pendant toute la durée de vie de la cellule. Par conséquent, les descendants de ces cellules auront le même X inactivé que celui de la cellule-mère. Cela conduit à une mosaïque si une femelle est hétérozygote pour un gène lié au chromosome X, ce qui peut être observé chez les chats au pelage de plusieurs couleurs, comme la robe écaille de tortue.
Le chromosome X inactif est réactivé dans les cellules de la lignée germinale.

### Comptage des chromosomes X et sélection du chromosome actif
Les mammifères femelles possèdent deux chromosomes X, et dans toutes les cellules un des chromosomes X est actif (désigné Xa) et l'autre inactif (désigné Xi). Cependant, les études portant sur des cellules qui possèdent un ou plusieurs chromosomes X surnuméraires montrent que seul un chromosome X échappe à l'inactivation. De même, contrairement à d'autres trisomies, la trisomie du chromosome X (appelée syndrome triple X), est quasiment asymptomatique et peut passer inaperçue pendant toute la vie d'une femme. Chez ces femmes, deux des trois chromosomes X sont inactivés. Ces observations suggèrent qu'il existe un mécanisme de comptage des chromosomes X au sein de la cellule qui permet de ne maintenir qu'un seul chromosome à l'état actif.
L'hypothèse est posée qu'il existe un facteur de blocage qui se lie au chromosome X et empêche son inactivation. Le facteur de blocage serait limitant : une fois la molécule de blocage liée au chromosome X, l'autre X n'est pas protégé contre l'inactivation. Cette hypothèse est renforcée par l'existence d'un seul Xa dans les cellules possédant plusieurs chromosomes X, et par l'existence de deux Xa dans les lignées cellulaires possédant deux fois plus d'autosomes que les lignées normales.
Les séquences du centre d'inactivation de X (appelé XIC pour X inactivation center), situé sur le chromosome X, contrôlent l'inactivation du chromosome X. Le facteur de blocage lierait les séquences du XIC.

### Composant chromosomique
Le XIC du chromosome X est nécessaire et suffisant pour causer l'inactivation du chromosome X. Les translocations chromosomiques provoquant le déplacement du XIC sur un chromosome autosome conduisent à l'inactivation de l'autosome, et le chromosome X ayant perdu son XIC n'est pas inactivé. Le XIC contient deux gènes transcrits en ARNs non codant : Xist et Tsix, tous deux impliqués dans l'inactivation du chromosome X. XIC contient également des sites de liaison pour des protéines de régulation, connues et inconnues.

### ARN Xist et Tsix
Le gène Xist (transcrit spécifique du Xi, ou X inactive specific transcript) produit un ARN long non codant de 17 kilobases. Le Xi produit l'ARN Xist alors que l'expression du gène est réprimée sur le Xa. En absence de Xist le chromosome X ne peut pas être inactivé. L'expression de Xist à partir d'un chromosome autosome conduit à son inactivation.
Avant l'inactivation, les deux chromosomes X produisent l'ARN Xist en petite quantité. Durant le processus d'inactivation, le futur Xa stoppe la production de cet ARN alors que Xi l'augmente considérablement. Sur le futur Xi, l'ARN Xist recouvre progressivement le chromosome et induit son inactivation.
Tout comme Xist, le gène Tsix produit un ARN non traduit à partir du brin complémentaire au gène Xist : c'est un gène antisens à Xist. Tsix est un inhibiteur de Xist : un chromosome X portant une mutation qui abolit l'expression de Tsix est systématiquement inactivé.

## Échappement
En 2015, une équipe de l'université de Washington montrent que certains gènes du chromosome X inactivé échappent à l'inactivation, et se trouvent donc surexprimés chez les femelles par rapport aux mâles. En 2020, on observe que la suppression du chromosome X en principe silencieux aggrave les déficits cognitifs chez des souris femelles. En 2025, une équipe de l'université de Californie à San Francisco montre que l'échappement augmente avec l'âge. Elle identifie notamment 19 gènes parfaitement réprimés sur le chromosome X inactivé des souris jeunes, mais qui échappent à l'inactivation au cours du vieillissement et sont surexprimés dans l'hippocampe des souris femelles âgées. Le gène majoritairement réactivé, PLP1, code une protéine de la gaine de myéline, essentielle pour le fonctionnement neurologique. La surexpression de ce gène augmente la résilience au déclin cognitif, comme le montre une surexpression réalisée artificiellement sur des cellules de l'hippocampe de souris mâles et femelles. Cet avantage existe plausiblement aussi pour les femmes âgées par rapport aux hommes, mais il est peut-être contrebalancé par la réactivation d'autres gènes du chromosome X, dont on sait qu'ils sont impliqués dans certaines pathologies neurodégénératives comme la maladie d'Alzheimer,.

## Conséquences physiologiques
Les études réalisées sur les individus souffrant d'une anomalie du nombre de chromosomes X (syndrome de Turner chez les femmes, syndrome de Klinefelter chez les hommes) laissent penser que l'inactivation du chromosome X, et l'échappement à cette inactivation par certains de ses gènes, prédispose à certaines maladies. Ce serait par exemple le cas du gène TLR7 impliqué dans le lupus érythémateux disséminé.